# Campiglossa jugosa
Campiglossa jugosa är en tvåvingeart som först beskrevs av Ito 1984.  Campiglossa jugosa ingår i släktet Campiglossa och familjen borrflugor. Inga underarter finns listade.